# Phytoseius rugatus
Phytoseius rugatus är en spindeldjursart som beskrevs av Tseng 1976. Phytoseius rugatus ingår i släktet Phytoseius och familjen Phytoseiidae. Inga underarter finns listade i Catalogue of Life.